# Huerta del Rey (Valladolid)
Para el barrio vallisoletano homónimo, véase Barrio de la Huerta del Rey (Valladolid)
La Huerta del Rey era un antiguo parque y cazadero real situado a las afueras de Valladolid, en la margen derecha del río Pisuerga.

## Historia
A principios del siglo XVII, en el momento de estar establecida la corte en esta ciudad, Felipe III dio muestras de querer un parque de recreo y cazadero cerca de la ciudad. El 31 de enero de 1605, el Ayuntamiento de Valladolid decide la compra de una serie de huertas y terrenos a orillas del Pisuerga y se lo ofrece al monarca. El monarca da orden a Francisco de Mora de comenzar los trabajos de acondicionamiento de la zona. En 1607 el rey compra al duque de Lerma una propiedad contigua que contaba con un ingenio de Juanelo Turriano y una fuente, elementos ambos que el rey también compró. El duque de Lerma fue nombrado alcaide de la nueva propiedad. La huerta servía de telón de fondo para las fiestas de la corte.
Las obras en la huerta del Rey continuaron a pesar de la vuelta de la corte a Madrid.
En 1807 la finca es cedida a la Sociedad Económica de Amigos del País de la ciudad para que sirviese de escuela y campo de agricultura, aunque la guerra de la Independencia daría al traste con este proyecto.
Posteriormente, de conformidad con la Ley de 12 de mayo de 1865, fue vendida por el Real Patrimonio. En sus terrenos se construiría, ya en el siglo XX, el actual barrio de la Huerta del Rey.

## Descripción
En el momento de su venta en 1866 la huerta tenía una extensión de unas 47 hectáreas, 97 áreas y 53 centiáreas.
Se accedía por una puerta situada a la altura del puente mayor. Tras esta puerta se encontraba el denominado como parquecillo, en el marco del cual se encontraba el Palacio de la Ribera. El resto del parque se extendía hacia el sur de una forma más o menos libre y formaba un parque de caza con jabalíes, venados y conejos.